# Podarkeopsis levifuscina
Podarkeopsis levifuscina är en ringmaskart som beskrevs av Perkins 1984. Podarkeopsis levifuscina ingår i släktet Podarkeopsis och familjen Hesionidae.
Artens utbredningsområde är Mexikanska golfen. Inga underarter finns listade i Catalogue of Life.